# فخذ
فَخْذ (یا فِخْذ یا فِخِذ) یا گاما خرس بزرگ یک ستاره است که در صورت فلکی خرس بزرگ قرار دارد.
فخذ به معنای رانِ [خرس] است، زیرا در صورت فلکی خرس بزرگ در محل ران آن قرار دارد. این ستاره را در انگلیسی Phecda (یا Phacd, Phegda) می‌نامند.